# Jamie Nicholls (snowboard)
Pour les articles homonymes, voir Jamie Nicholls et Nicholls.
Jamie Nicholls, né le 21 juillet 1993 à Bradford, est un snowboardeur britannique spécialisé dans le half-pipe et le slopestyle.
Il termine sixième des épreuves de slopestyle aux Jeux olympiques d'hiver de 2014 organisés à Sotchi, en Russie.